# Listă de rase de pisici
Aceasta este o listă de rase de pisici în ordine alfabetică.

## A
- Albastru de Rusia
- Abisiniană
- American curl
- American Bobtail
- American Wirehair
- Angora
- Angora Turcească

## B
- Balineza
- Birmaneză
- Bobtail Japonez
- Bombay
- British Shorthair
- Burmaneza
- Burmila
- Bej-Fawen
- Bicolore
- Blue Tortie

## C
- Chartreux
- Chausie
- Cornish Rex
- Colourpoint
- Cameo
- Cincila
- Creme-Shell
- Creme-Shaded

## D
- Devon Rex

## E
- Egyptian Mau
- Exotic Shorthair
- Europeana

## H
- Havana Brown
- Himalayana

## K
- Korat

## M
- Maine coon
- Manx

## N
- Norvegiana de pădure

## O
- Ocicat
- Orientala

## P
- Persana

## R
- RagaMuffin
- Ragdoll
- Pisicile Rex

## S
- Scottish fold
- Siameză
- Siberiana
- Singapura
- Snowshoe
- Somali
- Sphinx
- Somaleza

## T
- Tiffany
- Tonkinese
- Tortie-Point